# De Cock en het lijk op drift
De Cock en het lijk op drift  is het negenenveertigste deel van de detectivereeks De Cock van de Nederlandse auteur Appie Baantjer.

## Verhaal
Rond drie uur 's nachts bivakkeren rechercheur De Cock en Dick Vledder nog steeds op de grote recherchekamer aan de Warmoesstraat. Deze nacht heeft laatstgenoemde het meer naar zijn zin dan zijn mopperende collega die zijn draai niet kan vinden. Ze werden naar de Paternostersteeg ontboden, maar vlak voor hun komst was het gerapporteerde lijk zelfstandig weggewandeld. Twee verbouwereerde dienders konden slechts meedelen dat het een blonde man betrof met fors postuur in donkergrijs kostuum tussen de 30 en 40 jaar. Terwijl ze nog nadiscussiëren meldt zich via wachtcommandant Jan Kusters een stevig gebouwde man Gerard van Nederveld, die midden in deze nacht de vermissing van zijn moeder komt melden. Een lief klein parmantig dametje van 59 jaar met bruine ogen, woonachtig aan de Hartenstraat. Van Nederveld is de oudste van vier kinderen. Maar na de dood van zijn vader is hij nog de enige die met moeder contact heeft. Terwijl ze nog wat napraten over hun late bezoeker, meldt de Rijkspolitie te Water een lijk uit het IJ te hebben opgevist. De Cock vindt dat geen zaak voor hen, omdat er tientallen mensen uit het IJ worden gevist. Maar deze keer zit er in de zak van de mantel van de opgeviste vrouw een notitie met de naam van De Cock, politiebureau Warmoesstraat.
Zowel Dick Vledder als De Cock menen op de motorboot de moeder van Gerard te herkennen. Een statige rijkspolitieman meldt zich als Opper Vermeulen, die verheugd is om de befaamde rechercheur De Cock op zijn boot te mogen begroeten. Hij geeft toe dat het lijk dreef in het open havenfront. Maar ze werden op het lijk geattendeerd door agenten van het politiebureau Warmoesstraat en er zat nu eenmaal dat briefje in de mantel met de naam van rechercheur De Cock. Opper Vermeulen wijst De Cock op de waarschijnlijkheid van lucht in haar longen. Dat duidt erop dat ze al dood was voor zij te water raakte. In een collegiale discussie besluit rechercheur De Cock deze zaak over te nemen. Dit mede omdat haar zoon kort geleden bij hen aangifte heeft gedaan van vermissing van zijn moeder, Alida Maria de Ruijter, oud 59 jaar, weduwe van Van Nederveld. De laatste naam brengt bij de rijkspolitieman een ander lijk naar boven. Een jaar geleden heeft hij een heer Van Nederveld uit het water gevist. Lijkschouwer dokter Den Koninghe constateert gebroken kraakbeenringetjes in haar luchtpijp en stelt onomwonden dat de vrouw is gewurgd. Dokter Rusteloos zal bij de sectie zijn oordeel wel bevestigen.
De volgende ochtend is Dick Vledder druk bezig met de verslaglegging en heeft bovendien de lijk-identificatie al geregeld voor de sectie. Gerard en zijn zus Evelien, gehuwd met Eduard van Wezep. Vlak daarna meldt de beeldschone Evelien zich bij de twee rechercheurs. Ze weigert beslist om naar het serpent van haar moeder te gaan kijken. Ze beschuldigt haar moeder ervan samen met haar oudste zoon Gerard haar vader te hebben vermoord. Want haar vader was kerngezond en een uitstekend zwemmer. Na haar vertrek vraagt De Cock aan Vledder om nog maar eens navraag te doen bij de Waterpolitie over de dood van meneer Van Nederveld. Hij blijkt met openstaande gulp uit het water te zijn gevist. Maar dat wel op dezelfde plek als zijn vrouw een jaar later. De Cock besluit in de Hartenstraat een nieuwe getuige te gaan zoeken om de dode mevrouw te identificeren. Ze zoeken hun geluk in de pizzeria van Luigi Bonardi. Laatstgenoemde vertelt dat heer en mevrouw Van Nederveld vaak ruzie hadden en dat meneer dan bij hem pizza kwam eten. Hij stelt zijn moeder voor als getuige bij de identificatie. Na de identificatie legt mevrouw Bonardi De Cock uit dat het gezin Van Nederveld uit drie blokken bestond. Dochter Evelien en haar vader, Gerard en zijn moeder en de tweeling Maurice en Marcel die alleen belangstelling voor elkaar hadden. De verzamelwoede van meneer richtte volgens mevrouw Bonardi het gezin financieel te gronde. Mevrouw was volgens haar bang om ooit vermoord te worden.
Terugrijdend na de sectie legt De Cock Vledder uit dat in het proces-verbaal van het overlijden van meneer Van Nederveld was opgetekend dat hij de avond van zijn dood een afspraak had met ene Peter van der Zwaard, wonende aan de Singel. De Cock houdt ernstig rekening met moord met als camouflage een openstaande gulp. Samen besluiten de twee rechercheurs een cognackie te gaan halen bij Smalle Lowietje. Laatstgenoemd noemt Peter van der Zwaard een smerige heler, die op moeten passen voor kogels die op hem kunnen worden afgeschoten. De Cock vraagt of Lowie een potentiële dader eens bij hem langs wil sturen, onder garantie van immuniteit, om zo maar eens over deze Peter te kunnen babbelen. Terug op het politiebureau kan Dick Vledder geen antecedenten van Peter van der Zwaard vinden. Ook Marcel, onderdeel van de tweeling Marcel en Maurice, meldt zich bij de rechercheurs. De moord op zijn moeder schrijft hij ongevraagd toe aan zijn dominante broer Gerard. Vlak na zijn vertrek stormt laatstgenoemde de recherchekamer binnen. Hij is hevig onthutst over het feit dat zijn moeder zou zijn vermoord. Zijn vader heeft ooit uit Lelystad een dreigbrief ontvangen van ene Klaas Sonderlick met de tekst: Als de poppen niet dansen krijg je bloemen op je graf.
Na zijn vertrek hebben de twee rechercheurs eindelijk de gelegenheid verder na te denken. Klaas Sonderlick is 18 jaar eerder opgepakt wegens heling van antieke poppen. Ze waren destijds uit een villa te Heemstede gestolen door ene Hendrik Haverkamp, bij De Cock beter bekend als 'Handige Henkie'. Volgens de politie in Lelystad is Klaas twee jaar terug met kogels doorzeefd dood aangetroffen nabij de Duitse stad Bochum. In zijn auto lagen antieke poppen die waren gevuld met cocaïne. Dick Vledder is er nu van overtuigd dat het motief voor de moord op mevrouw Van Nederveld buiten de familiesfeer is gelegen. De Cock besluit een babbeltje te gaan maken met de nog levende Handige Henkie. Laatstgenoemde is bang dat De Cock hem komt arresteren, of erger nog, weer wil laten inbreken. Als De Cock stelt dat hij genoeg heeft aan zijn apparatuur, noemt Hendrik dat spontaan: Inkijkoperaties! De grijze rechercheur komt nu terug op een inbraak 18 jaar eerder te Heemstede. Hij wil weten waarom de poppen destijds naar Klaas Sonderlick zijn gebracht. Hendrik legt uit dat zijn vaste heler Peter van der Zwaard was, maar die had hem bedonderd met een mooi partijtje munten. Destijds bestond er nauwelijks handel in drugs, maar Hendrik acht het best mogelijk dat Klaas zich daar later wel mee heeft ingelaten. Klaas had hem destijds ook de tip gegeven in Heemstede te gaan inbreken. Voorzien van een routebeschrijving, want Hendrik Haverkamp opereerde het liefst in zijn eigen vertrouwde Amsterdam. Op zijn beurt had Klaas Sonderlick de tip van de porseleinen poppen weer gekregen van ene heer Van Nederveld.
Als ze rond tien uur 's avonds terugkomen op het politiebureau Warmoesstraat, zit commissaris Buitendam hen op te wachten. Hij wil van de Cock persoonlijk vernemen waar hij mee bezig is. Het water van het open havenfront wordt niet genoemd in de dagrapporten, maar hoort wel degelijk tot het territorium van de Rijkspolitie te Water. Chef Buitendam gelast de Cock het onderzoek te staken maar De Cock antwoordt met een flagrante weigering. Want dit is de grootste onzin die hij in zijn politiecarrière heeft aangehoord en het verbaast hem geenszins dat dit uit de mond van zijn chef komt. Hij wordt de kamer uitgestuurd.
De Cock adviseert nu aan Dick Vledder een kopie van het rapport aan de Rijkspolitie te zenden met daarin opgenomen de plaats waar het lijk werd aangetroffen. Hij verwacht dat men daar blij is, zeker nadat ze Opper Vermeulen hebben gehoord, van de zaken af te zijn. Hun overleg wordt onderbroken door Jacques Verdonk, bij De Cock beter bekend is als Gaatjes Sjaak, een bekende inbreker. Hij is tot volle tevredenheid huisman geworden en laat zich sturen door Smalle Lowietje. Hij had ooit via Peter van der Zwaard een tip ontvangen inzake een muntenverzameling in een villa te Blaricum. Hij zag zelf niet veel in de buit die hij voor 300 gulden van de hand deed aan een heer met een bloedmooie dochter van 18 jaar. Maar een dag later las hij in de krant dat de verzekerde waarde een vermogen was. De Cock besluit met de bestolen eigenaar van de poppen in Heemstede te gaan praten. Hij vertelt dat een keurige heer Van Nederveld destijds vergezeld werd door zijn mooie dochter. Laatstgenoemde bevestigt dat ze haar vader placht te vergezellen. Haar echtgenoot zit in de verzekeringen. Terug aan het politiebureau krijgen ze het bericht van Opper Vermeulen dat hij weer een lijk heeft opgevist, dat vermoord lijkt.
Deze keer meent Dick Vledder in de patrouilleboot Maurice van Nederveld te herkennen. De Cock wijst hem erop dat het ook Marcel kan zijn. Opper Vermeulen meent dat er weer van moord sprake is. Lijkschouwer dokter Den Koninghe heeft zijn eigen sombere kijk. Waar De Cock naarstig naar een motief zoekt voor deze nieuwe moord, stelt hij dat soms mensen elkaar voor de lol afslachten. De Cock riposteert dat in dat geval 'lol' het motief is geweest. De lijkschouwer constateert wederom lucht in de longen en gebroken kraakbeenringen. En er is ook nog een enkele dagen oude vleeswond in zijn borst. De Cock besluit de twee verbouwereerde dienders van het weggewandelde lijk naar het sectielokaal te ontbieden. Dick Vledder neemt broer Maurice mee naar het sectielokaal om de identificatie te doen. Onderweg zet hij broer Gerard in de surveillancewagen van de twee jonge agenten van het weggewandeld lijk. Hij vertelt De Cock hoe het afliep in het sectielokaal. De twee agenten herkenden positief het weggewandelde lijk en toen liet Dick de broers binnenkomen. Ze keken naar hun overleden broer en plotsklaps probeerde Maurice om Gerard te wurgen. Hij beschuldigde hem van drie moorden. Hierop liet Dick Vledder Gerard terug naar huis brengen en nam Maurice voor verhoor mee naar de Warmoesstraat.
Maurice vraagt zich tegenover De Cock af wat er toch met de familie aan de hand is? Hij vertelt en passant dat Marcel, zijn tweelingbroer, homofiel was. Maurice is op de hoogte van de eerdere verwonding van zijn tweelingbroer. Hij werd midden in de nacht door een onbekende man in zijn borst gestoken. De aanval in het sectielokaal op zijn broer Gerard kwam voort uit een ongekend wantrouwen. Gerard wilde de kostbare verzameling van vader niet met de erfgenamen delen. Hij probeert de verzameling stiekem aan een louche handelaar te verkopen, ene Peter van der Zwaard. Nadat de Cock uitvoerig verslag van het verhoor aan Vledder heeft gedaan, besluit hij tot een inkijkoperatie. Peter van der Zwaard wordt door Lowietje aan de praat gehouden in zijn etablissement en de rechercheurs doen tegelijkertijd bij hem onbevoegd huiszoeking. Dick Vledder vindt een lijst van een verzameling op briefpapier van Gerard Van Nederveld. De zaklantaarn van de Cock beschijnt een ingelijste foto van Marcel op een bureau. De Cock legt uit dat Peter en Marcel een relatie hadden. Het is nu ook duidelijk dat Marcel geweten heeft van de lijst en dat heeft gemeld aan Maurice. Teruglopend naar het politiebureau geeft De Cock aan Vledder opdracht een lijst van woonbootbewoners aan De Singel te maken. Terug aan het politiebureau komt Maurice melden dat zijn moeder volgens een gevonden schrift bij Marcel vlak voor haar dood een afspraak had met Peter van der Zwaard.
De Cock heeft moeie voeten en dat betekent dat het onderzoek muurvast zit. Dick Vledder raakt er deze keer opgewonden van en gilt dat ze Peter van der Zwaard moeten aanpakken. Maar De Cock wil nog steeds een motief. Hij besluit met mevrouw Bonardi verder te gaan praten. Dat levert niet veel meer op dan dat het briefje in de mantel van mevrouw Van Nederveld met de naam van De Cock door haar was geschreven. Op het politie bureau is zoon Gerard ontboden. Hij wil geen aangifte doen tegen Maurice. Hij vertelt dat zijn moeder inderdaad terug wilde naar haar geboortedorpje Opperdoes, iets dat zij vluchten noemde. Gerard weet niet of de verzameling wel zo kostbaar is als Maurice veronderstelt. Deze ligt in een brandkast in het woonhuis aan de Hartenstraat. Gerard heeft een handgeschreven inventarislijst overgetypt op eigen briefpapier en aan Peter van der Zwaard gegeven. Maar volgens De Cock ontbreekt op de lijst de muntenverzameling van zijn vader.
Dick Vledder zit er nu doorheen. Hij verwijt De Cock dat Gerard geen algehele bekentenis heeft afgelegd, hoewel hij voor zichzelf als leidraad had dat de oplossing buiten de familie lag. De Cock vertelt nog dat Gerard geen sleutel van de brandkast heeft, want die is zoek. Na enig nadenken komt De Cock tot een verrassende strategie. De brandkast heeft een ouderwets pompslot. De sleutels moet Dick Vledder maar voor een avond gaan lenen bij Handige Henkie. Voor hij weggaat meldt Dick Vledder nog dat uit het woonbootonderzoek Eduard van Wezep boven water is gekomen. Hij houdt kantoor in een woonboot aan de Singel. Terwijl de twee rechercheurs naar de Hartenstraat slenteren, vertelt Dick Vledder dat Handige Henkie er wel schik in begint te krijgen. Rechercheur De Cock die nu ook al brandkasten kraakt. Het gaat goed met zijn carrière. Maar De Cock doet dit niet om er zelf beter van te worden. Bovendien kun je zo'n brandkast zelfs met een goed behandeld potlood openmaken. In de brandkast vinden ze 14 tableaus gouden en zilveren munten, volgens De Cock waarschijnlijk een vermogen waard. Ze worden overlopen door de pizzabakker Luigi Bonardi, die wantrouwig was geworden omdat hij licht zag branden en daarom inbrekers vermoedde. Maar het konden ook familieleden zijn, want hij had Maurice en de dochter al eerder betrapt.
Opper Vermeulen had van de Rijkspolitie een kleine onopvallende sloep gekregen en was zelf in zijn burgerpak aanwezig. Hij meerde de sloep af aan De Singel bij de Jeroenensteeg. De Cock heeft zo een mooi uitzicht op de woonboot van Eduard van Wezep. Appie Keizer en rechercheur Fred Prins staan op de Singel. Dick Vledder moest met de politiegolf Gerard volgen, die zich aan de gemaakte afspraken diende te houden. Opper Vermeulen stelt nieuwsgierige vragen, die De Cock beleefd beantwoordt. Gerard van Nederveld komt inderdaad aan bij de woonboot en dan volgen de gebeurtenissen elkaar snel op. Evelien van Wezep wordt door Opper Vermeulen en De Cock uit het water gevist, waar ze vrijwillig in was gesprongen. Laatstgenoemde legt uit dat ze verantwoordelijk was voor de moord op drie familieleden.
De Cock wil het bij hem thuis nog eens rustig uitleggen aan Fred Prins en Appie Keizer. Dick Vledder heeft Gerard teruggebracht naar zijn huis in Amstelveen. Laatstgenoemde is nog geheel ontdaan van de moordpoging door zijn zus. Ze wilde hem wurgen, maar een halskraag bewees zijn diensten. De Cock heeft in deze zaak een grove beoordelingsfout gemaakt. Hij nam met graagte de theorie van Dick over dat de moorden door iemand van buiten de familiekring werden gepleegd. Hij kon niet bevatten dat een kind beide ouders vermoordt. De eerste keer was een ongeluk. De vader van Evelien had besloten een deel van zijn kostbare muntenverzameling te gaan verkopen om zijn financiën op orde te brengen. Thuis bij Evelien werd zijn dochter woedend en ze greep haar vader bij de keel en wurgde hem voordat ze er erg in had. Het is zelfs mogelijk dat vader aan een hartverlamming stierf. De exacte doodsoorzaak zal onbekend blijven. Vader verdween vanaf de woonboot in de Singel. Na de dood van haar man wilde moeder terug naar haar dorpje Opperdoes. Weer liep de muntenverzameling gevaar en via haar broer Marcel hoorde ze van het aanbod aan opkoper Peter van der Zwaard. Ze wurgde haar moeder met volle overtuiging want vader zijn muntenverzameling moest ongeschonden blijven. Marcel werd intussen het slachtoffer van een ordinaire straatroof. Juist vanmorgen hebben ze een junk als dader gearresteerd, die zijn cheques wilde verkopen. Maar intussen begreep hij via Peter hoe zijn zus achter de twee moorden zat. In een gesprek in haar woonboot verdween hij ook in de Singel. Een bizar slot voor De Cock is wel de opstelling van de familieleden. Dat Gerard en Maurice zich met elkaar hebben verzoend, was nog te verwachten. Maar wat wel ongelooflijk is dat ze hebben besloten de muntenverzameling intact te houden en aan Evelien te schenken na haar detentie. Als de rechercheurs weg zijn legt De Cock nog eens zijn laatste valstrik uit. Hij had de louche Peter van der Zwaard gedwongen om een vals telefoongesprek te voeren. Hij belde Evelien met de mededeling dat Gerard hem de muntenverzameling te koop had aangeboden.

## Voetnoot
1. ↑   Zie onder meer het verhaal: De Cock en een duivels komplot.